# Roxana (Alexandr Makedonský)
Roxana, řecky Róxané (Ῥωξάνη, kolem 347 př. n. l. Sogdiana – 310 př. n. l. Amfipolis) byla manželka Alexandra Makedonského a matka jeho pohrobka Alexandra IV. Původem perská šlechtična ze Sogdie nebo Baktrie, dcera velmože Oxyarta ze Sogdiany, se stala Alexandrovou zajatkyní poté, co královo vojsko dobylo pevnost, ve které se ukrývala. Alexandr se do ní údajně zamiloval na první pohled a někdy kolem roku 327 př. n. l. se s ní oženil. Byla jako jediná z Alexandrových manželek přítomna jeho smrti. Později Alexandrovi porodila pohrobka, jehož pojmenovali po otci (předchozí dítě brzy zemřelo).
Jako vdova nechala zavraždit další Alexandrovu manželku Stateiru a další příbuzné, aby si zajistila následnictví. V bojích o Alexandrovo dědictví byla však později i ona spolu se svým synem otrávena na popud regenta Kassandra.

## Životopis
Roxana se narodila v roce 347 př. n. l. jako dcera baktrijského šlechtice jménem Oxyartes, který sloužil Bessusovi, satrapovi Baktrie a Sogdiany. Pravděpodobně se tak podílel i na vraždě posledního perského krále Dareia III. Poté, co byl Bessus zajat makedonským vládcem Alexandrem Velikým, Oxyartes a jeho rodina nadále vzdorovali Řekům a spolu s dalšími perskými osobnostmi, jako byl sogdianský válečník Spitamenes, zaujali obrannou pozici v pevnosti na území dnešního Tádžikistánu, známé jako Sogdijská skála. Alexandrovi se však podařilo této zdánlivě nedobytné pevnosti zmocnit překvapivým útokem vojáků s horolezeckým výcvikem, vybavených lany. Její obránci byli přinuceni ke kapitulaci a Roxana byla předána Alexandrovi, jenž se do ní podle dobových pramenů zamiloval na první pohled.